# Amplirhagada
Amplirhagada is een geslacht van weekdieren uit de klasse van de Gastropoda (slakken).

## Soorten
- Amplirhagada alicunda Köhler, 2011
- Amplirhagada anderdonensis Köhler, 2010
- Amplirhagada angustocauda Köhler, 2011
- Amplirhagada atlantis Köhler, 2011
- Amplirhagada basilica Köhler, 2010
- Amplirhagada bendraytoni Köhler, 2011
- Amplirhagada berthierana Köhler, 2010
- Amplirhagada boongareensis Köhler, 2010
- Amplirhagada buffonensis Köhler, 2010
- Amplirhagada camdenensis Köhler, 2010
- Amplirhagada carinata Solem, 1981
- Amplirhagada carsoniana Köhler, 2011
- Amplirhagada castra Solem, 1981
- Amplirhagada coffea Köhler, 2011
- Amplirhagada combeana Iredale, 1938
- Amplirhagada davidsoniana Köhler, 2011
- Amplirhagada decora Köhler, 2010
- Amplirhagada descartesana Köhler, 2010
- Amplirhagada discoidea Köhler, 2011
- Amplirhagada dubitabilis Köhler, 2010
- Amplirhagada epiphallica Köhler, 2011
- Amplirhagada euroa Köhler, 2010
- Amplirhagada forrestiana Köhler, 2011
- Amplirhagada gardneriana Köhler, 2011
- Amplirhagada gemina Köhler, 2010
- Amplirhagada gibsoni Köhler, 2010
- Amplirhagada indistincta Köhler, 2010
- Amplirhagada inusitata Köhler, 2011
- Amplirhagada katerana Solem, 1981
- Amplirhagada kessneri Köhler, 2010
- Amplirhagada kimberleyana Köhler, 2010
- Amplirhagada lamarckiana Köhler, 2010
- Amplirhagada lindsayae Köhler, 2011
- Amplirhagada mckenziei Köhler, 2010
- Amplirhagada mitchelliana Solem, 1981
- Amplirhagada moraniana Köhler, 2011
- Amplirhagada napierana Solem, 1981
- Amplirhagada percita (Iredale, 1939)
- Amplirhagada ponderi Köhler, 2010
- Amplirhagada puescheli Köhler, 2010
- Amplirhagada regia Köhler, 2010
- Amplirhagada solemiana Köhler, 2010
- Amplirhagada sphaeroidea Köhler, 2010
- Amplirhagada tricenaria Köhler, 2010
- Amplirhagada uwinsensis Köhler, 2010
- Amplirhagada varia Solem, 1981
- Amplirhagada vialae Köhler, 2011
- Amplirhagada yorkensis Köhler, 2010